# 칸다바시

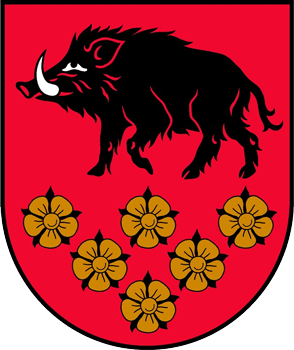
시 문장

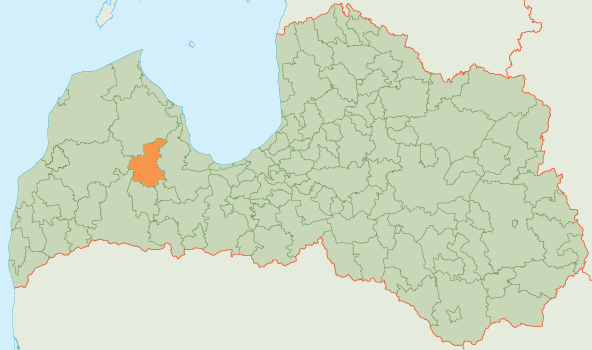
칸다바 시의 위치

칸다바시(라트비아어: Kandavas novads)는 라트비아의 지방 자치체로 행정 중심지는 칸다바이며 면적은 650.9km2, 인구는 10,057명(2009년 기준), 인구 밀도는 15명/km2이다. 1개 도시, 6개 교구를 관할한다.

## 같이 보기
- 라트비아의 행정 구역